# Libertia cranwelliae
Libertia cranwelliae är en irisväxtart som beskrevs av Blanchon, B.G.Murray och Braggins. Libertia cranwelliae ingår i släktet Libertia och familjen irisväxter. Inga underarter finns listade i Catalogue of Life.